# トゥリーズ・ラウンジ
『トゥリーズ・ラウンジ』（原題：Trees Lounge）は、1996年製作のアメリカ映画。スティーヴ・ブシェミの初脚本、初監督作品。

## 概要
トミー・バジリオ（スティーヴ・ブシェミ）は恋人と別れ自動車整備士の職も失い、地元のバーであるトゥリーズ・ラウンジに入り浸るアルコール依存症の三十代の男。彼は自暴自棄な生活を続ける中、友人の娘（クロエ・セヴィニー）と出会う。

## キャスト
- スティーヴ・ブシェミ：トミー
- マーク・ブーン・ジュニア：マイク
- クロエ・セヴィニー：デビー
- エリザベス・ブラッコ：テレサ
- ダニエル・ボールドウィン：ジェリー
- キャロル・ケイン：コニー
- アンソニー・ラパーリア：ロブ
- シーモア・カッセル：アル
- サミュエル・L・ジャクソン：ウェンデル
- マイケル・インペリオリ：ジョージ
- ジョン・ヴェンティミリア：ジョニー